# Devon Petersen
Devon Petersen (Kaapstad, 4 juni 1986) is een Zuid-Afrikaanse darter die uitkomt voor de PDC. In 2020 won hij het German Darts Championship.

## Carrière
In 2015 bereikte Petersen voor het eerst in zijn carrière de kwartfinale op een tv-toernooi. Op het UK Open won hij van respectievelijk Matt Clark, Mark Cox, Mark Barilli, Jamie Caven en Eddie Dootson. In de kwartfinale verloor Petersen met 10-5 van de uiteindelijke toernooiwinnaar Michael van Gerwen.
Op 27 september 2020 versloeg Petersen Jonny Clayton met 8-3 in legs tijdens de finale van het German Darts Championship en bemachtigde zo zijn eerste PDC-titel. Deze overwinning maakte hem de eerste Afrikaan met een PDC-titel buiten Afrika.
Op het European Championship van 2020 haalde Petersen voor het eerst in zijn carrière de halve finale van een tv-toernooi. Hij versloeg daarvoor Andy Hamilton, Martijn Kleermaker en Ian White. In de halve finale verloor Petersen echter met 10-11 van James Wade.
Samen met Cameron Carolissen kwam Petersen op de World Cup of Darts 2025 uit voor hun thuisland. Het koppel verloor in de groepsfase van het duo uit Polen, maar won van het tweetal uit Noorwegen. De Zuid-Afrikanen bereikten zo de knock-outfase, waarin de spelers uit Noord-Ierland, die uiteindelijk het toernooi zouden winnen, zorgden voor hun uitschakeling.

## Resultaten op wereldkampioenschappen

### PDC
- 2011: Laatste 64 (verloren van Jamie Caven met 1-3)
- 2012: Laatste 32 (verloren van Jamie Caven met 2-4)
- 2014: Laatste 16 (verloren van James Wade met 0-4)
- 2018: Laatste 64 (verloren van Steve Beaton met 1-3)
- 2019: Laatste 16 (verloren van Nathan Aspinall met 3-4)
- 2020: Laatste 96 (verloren van Luke Humphries met 1-3)
- 2021: Laatste 16 (verloren van Gary Anderson met 0-4)
- 2022: Laatste 64 (verloren van Raymond Smith met 0-3)

## Resultaten op de World Matchplay
- 2021: Laatste 32 (verloren van Dimitri Van den Bergh met 5-10)

## Trivia
- Petersen gebruikte lange tijd de darts die hij kreeg van 16-voudig wereldkampioen Phil Taylor tijdens de South African Masters van 2009 in Johannesburg, Zuid-Afrika.